# Магнуссон, Чарльз
Чарльз Фредрик Магнуссон (Charles Fredrik Magnusson; 26 января 1878 года, Гётеборге — 18 января 1948 года, Стокгольм) — шведский продюсер, режиссер и сценарист.

## Биография
Магнуссон начал карьеру в качестве киножурналиста и кинокритика. В 1905 году он купил кинотеатр, где показывал фильмы, которые сам снимал. Чтобы увеличить количество демонстрируемых фильмов, он начал импортировать их из-за рубежа. В 1909 году Магнуссон работал в кинокомпании Svenska Biografteatern в должности начальника операторского отдела, а к концу года стал директором компании. Пост директора он занимал до 1928 года. В это время Магнуссон сам снимал фильмов и выступал в качестве продюсера.

### Svensk Filmindustri и Ивар Кройгер
Примерно в 1912—1913 году Чарльз Магнуссон случайно познакомился с Иваром Кройгером, когда кинотеатр Röda Kvarn, принадлежавший Svenska Biografteatern и управлявшийся Магнуссоном, был вынужден переехать с Хамнгатан. Новый участок, где планировалось построить новое здание кинотеатра, как оказалось, принадлежал Ивару Кройгеру. После разговора с Магнуссоном Кройгер заинтересовался киноиндустрией как объектом инвестиций и в 1919 году стал мажоритарным акционером вновь образованной компании Svensk Filmindustri.

### Прогулка по Стокгольмскому архипелагу
В июне 1924 года в Мидсаммер знаменитые американские кинозвезды Мэри Пикфорд и Дуглас Фэрбенкс посещали Стокгольм. Магнуссон пригласил их на экскурсию по Стокгольмскому архипелагу на яхте Ивара Кройгера. С ними в плавание отправилась Грета Гарбо и другие знаменитости. Яхта отплыла от виллы Ивара Кройгера в Лилле-Скугган на Норра-Юргорден к летнему дому Чарльза Магнуссона на Скарпё к северу от Ваксхольма и далее через Линдалсундет к летнему дому Ивара Кройгера в Энгсхольмене в Канхольмсфьярдене. Вечером компания Svensk Filmindustri организовала ужин в Grand Hotel Saltsjöbaden. Пребывание звёзд кино в Стокгольме, включая поездку по островам, было запечатлено в фильме продолжительностью около шести минут. Он хранится в архиве Шведского радио.
Чарльз Магнуссон скончался в 1948 году, похоронен на Северном кладбище в Стокгольме.

## Избранная фильмография

### Сценарист
- 1912 — De svarta maskerna
- 1912 — Dödsritten under cirkuskupolen
- 1912 — Ett hemligt giftermål eller Bekännelsen på dödsbädden
- 1913 — Löjen och tårar
- 1914 — Det röda tornet

### Продюсер
- 1907 — Bilder från Fryksdalen
- 1907 — Krigsbilder från Bohuslän
- 1908 — Resa Stockholm-Göteborg genom Göta och Trollhätte kanaler
- 1908 — Göta Elf-katastrofen
- 1917 — Tösen från Stormyrtorpet
- 1917 — Terje Vigen
- 1918 — Berg-Ejvind och hans hustru
- 1919 — Hans nåds testamente
- 1919 — Ingmarssönerna
- 1920 — Karin Ingmarsdotter
- 1921 — Körkarlen